# Zygós (ort i Grekland, Östra Makedonien och Thrakien)
Zygós (Zygos) är en ort i Grekland.   Den ligger i prefekturen Nomós Kaválas och regionen Östra Makedonien och Thrakien, i den nordöstra delen av landet, 300 km norr om huvudstaden Aten. Zygós ligger 159 meter över havet och antalet invånare är 1 485.
Terrängen runt Zygós är huvudsakligen kuperad, men åt sydväst är den platt.  Närmaste större samhälle är Kavála, 8,4 km söder om Zygós. 